# Aeroportul Aberdeen
Aeroportul Aberdeen (IATA: ABZ, ICAO: EGPD) este un aeroport din Aberdeen City⁠(d), Scoția, Regatul Unit ce deservește zona Aberdeen. Aeroportul a fost tranzitat în 2022 de 1.959.883 de pasageri. A fost deschis în 1934 și numit după zona deservită.
Situat la o altitudine de 66 m, aeroportul dispune de 4 piste. Este operat de BAA.

## Infrastructură

### Piste
Aeroportul dispune de 4 piste: 
- pista 16/34 din asfalt, cu dimensiunile 1.953 m × 46 m
- pista 36 din asfalt, cu dimensiunile 260 m × 23 m
- pista 05/23 din asfalt, cu dimensiunile 476 m × 46 m
- pista 14/32 din asfalt, cu dimensiunile 581 m × 36 m